# Cayaguas
Cayaguas es un barrio ubicado en el municipio de San Lorenzo en el estado libre asociado de Puerto Rico. En el Censo de 2010 tenía una población de 1682 habitantes y una densidad poblacional de 164,08 personas por km².

## Geografía
Cayaguas se encuentra ubicado en las coordenadas 18°8′41″N 65°58′20″O / 18.14472, -65.97222. Según la Oficina del Censo de los Estados Unidos, Cayaguas tiene una superficie total de 10.25 km², de la cual 10.24 km² corresponden a tierra firme y (0.08%) 0.01 km² es agua.

## Demografía
Según el censo de 2010, había 1682 personas residiendo en Cayaguas. La densidad de población era de 164,08 hab./km². De los 1682 habitantes, Cayaguas estaba compuesto por el 80.5% blancos, el 4.7% eran afroamericanos, el 0.48% eran amerindios, el 0.06% eran asiáticos, el 9.81% eran de otras razas y el 4.46% pertenecían a dos o más razas. Del total de la población el 99.35% eran hispanos o latinos de cualquier raza.